# James Hamilton de Finnart
James Hamilton of Finnart (né vers 1495 et mort le 16 août 1540) est un architecte écossais, fils illégitime de James Hamilton 1er Comte d'Arran et de Mary (ou Marion) Boyd of Bonshaw.
Bien que finalement reconnu en 1512, il continua à être appelé le « Bâtard d'Arran ». Membre clé de la famille Hamilton, et cousin issu de germain de Jacques V, roi d'Écosse, il devint un membre important de la société écossaise.
Dans son livre "Histoire d'Ecosse", Michel Duchein rapporte que James Hamilton de Finnart fut accusé de complot par le roi Jacques V. Il le fit exécuter après un jugement sommaire.